# The Housemaid (2025)
The Housemaid é um filme americano de suspense de 2025 dirigido por Paul Feig, estrelado por Sydney Sweeney e Amanda Seyfried com Brandon Sklenar e Michele Morrone. É uma adaptação de Rebecca Sonnenshine do romance de Freida McFadden.

## Elenco
- Sydney Sweeney
- Amanda Seyfried
- Brandon Sklenar
- Michele Morrone

## Produção
O filme é dirigido por Paul Feig e produzido por Todd Lieberman para Hidden Pictures. Feig e Laura Fischer também estão produzindo. É uma adaptação de Rebecca Sonnenshine do romance de Freida McFadden. Em outubro de 2024, Sydney Sweeney e Amanda Seyfried foram confirmadas como protagonistas do filme, e também como produtoras executivas ao lado de McFadden e Alex Young. Mais tarde no mesmo mês, Brandon Sklenar também foi confirmado. Em dezembro de 2024, Michele Morrone se juntou ao elenco do filme.

### Filmagens
As gravações começaram em 3 de janeiro de 2025, em Nova Jersey, com fim previsto para 14 de fevereiro.

## Lançamento
The Housemaid está programado para ser lançado nos Estados Unidos em 25 de dezembro de 2025.